# Peter Högl
Peter Högl (19. srpna 1897 – 2. května 1945) byl německý důstojník hodnosti SS-Obersturmbannführer (podplukovník), stal se členem jedné z ochranných jednotek Adolfa Hitlera. Konec války strávil ve Vůdcově bunkru v Berlíně. Högl později zemřel na zranění způsobená v průběhu masivního pokusu o průboj 2. května 1945 při přechodu Weidendammerského mostu z obléhaného Berlína.

## Mládí a kariéra
Högl se narodil poblíž Dingolfing v Bavorsku. Poté, co opustil školu, pracoval jako mlynář v Landshutu, dokud v roce 1916 nevstoupil do 16. bavorského pěšího puku; za něj pak aktivně bojoval v 1. světové válce a dosáhl hodnosti Unteroffizier (seržanta). Armádu opustil v roce 1919 a vstoupil do bavorské policie, později v roce 1932 přestoupil ke kriminální policii.

## Nacistická kariéra
Vstoupil do jednotek SS (členské číslo 249 998), roku 1933 se stal členem ochranných jednotek Adolfa Hitlera a v roce 1934 dosáhl hodnosti SS-Obersturmführer (nadporučík). Od dubna 1935 byl zástupcem Johanna Rattenhubera v Říšské bezpečnostní službě (Reichssicherheitsdienst, RSD) a později byl jmenován náčelníkem RSD Oddělení 1 (odpovědný za osobní ochranu Hitlera). V této funkci byl vyslán do Obersalzbergu, Mnichova a Berlína. Od listopadu 1944 byl převelen do Berlína, kde vykonával funkci trestního ředitele. Začátkem ledna 1945 byl Högl přesunut do Vůdcova bunkru, nacházejícího se pod zahradami Říšského kancléřství v centru Berlína. V dubnu 1945 se Führerbunker stal de facto Hlavním velitelstvím, tato role byla ještě zesílena během Bitvy o Berlín, a nakonec zůstal posledním velitelstvím nacistického Německa.

## Zatčení Hermanna Fegeleina
Dne 27. dubna 1945 byl Högl poslán z kancléřství najít zástupce Heinricha Himlera Berlíně, SS-Gruppenführera a Generalleutnata (generálporučíka) Waffen-SS Hermanna Fegeleina, který opustil svůj post ve Vůdcově bunkru. Fegelein byl zatčen jednotkami RSD ve svém berlínském bytě, byl civilně oblečen a chystající se uprchnout do Švédska nebo Švýcarska. Měl u sebe hotovost – německou a zahraniční – a šperky, z nichž některé patřily Evě Braunové. Když byl Höglem zatčen a přiveden zpět do Vůdcova bunkru, byl pod vlivem alkoholu; v bunkru byl uvězněn v provizorní cele. Následující večer byl Hitler  informován o vysílání BBC o zprávě agentury Reuters, týkající se Himmlerova pokusu o jednání se západními Spojenci prostřednictvím hraběte Folke Bernadotte ze Švédska. Hitler ve vzteku nařídil Himmlerovo zatčení. Dále nařídil soud pro Fegeleina. Waffen-SS-General (generál Waffen-SS) Wilhelm Mohnke předsedal tribunálu, který zahrnoval generály Rattenhubera, Hanse Krebse a Wilhelma Burgdorfa. Ačkoli si byl jistý dezercí Fegeleina, Mohnke přesvědčil své kolegy soudce, aby ukončili řízení. Mohnke už pak nikdy Fegeleina znovu neviděl.

## Smrt
Po Hitlerově smrti 30. dubna Högl, Ewald Lindloff, Hans Reisser a Heinz Linge vynesli jeho mrtvolu z bunkru (nouzovým východem) do vybombardované zahrady za Říšským kancléřstvím. Tam se Högl a ostatní stali svědky kremace těl Hitlera a Evy Braunové. Následující noci se Högl připojil k pokusu o průnik z obklíčení Rudé armády. Po půlnoci na 2. května 1945 byl vážně zraněn na hlavě při přechodu Weidendammerského mostu a na následky zranění ve věku 47 let zemřel.